# Kınalıada
Kınalıada (griechisch Πρώτη Proti) ist die nördlichste und die am dichtesten besiedelte der Prinzeninseln im Marmarameer bei Istanbul und gehört zum Stadtbezirk Adalar. Die 1,3 km² große, waldarme Insel liegt 5,7 km vom asiatischen Festland entfernt.
Die Bezeichnung stammt von der roten Erde, die für das Eiland typisch ist. In der Vergangenheit wurden auf Kınalıada Kupfer und Eisen gewonnen, wodurch sich das Erdreich rot färbte, und ist damit die am wenigsten bewaldete Insel.
Die Insel war Rückzugsort und Exil byzantinischer Herrscher, unter anderem Romanos IV.
Die mit nur zwölf Kilometer dem europäischen Zentrum Istanbuls nächstliegende der Prinzeninseln ist in 25–40 Minuten mit der Fähre zu erreichen.

## Persönlichkeiten
- Eşfak Aykaç (1918–2003), Fußballspieler und -trainer

## Weblinks

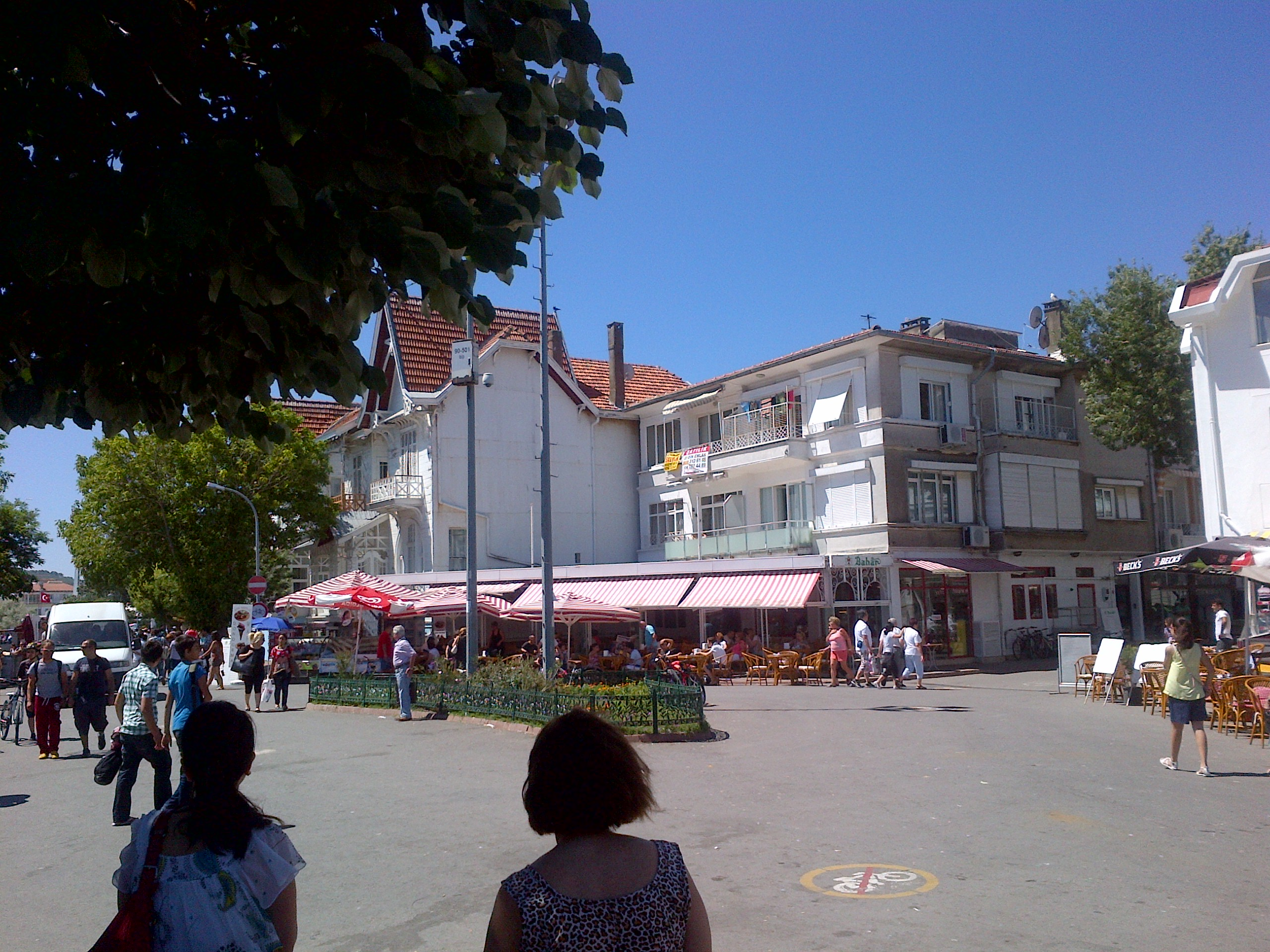
Innenstadt, Kınalıada, 2012